# Liste der Staatsoberhäupter 738
Übersicht
◄◄ | ◄ | 734 | 735 | 736 | 737 | Liste der Staatsoberhäupter 738 | 739 | 740 | 741 | 742 | ► | ►►

Weitere Ereignisse

## Amerika
- Maya
  - Copán
    - Herrscher: Waxaklajuun Ub’aah K’awiil (695–738)
    - Herrscher: K'ak' Joplaj Chan K'awiil (738–749)

  - Palenque
    - Herrscher: K'inich Ahkal Mo' Nahb III. (721–738)
    - Herrscher: K'inich Janaab Pakal II. (738–751)

  - Tikal
    - Herrscher: Yik’in Chan K’awiil (734–766)

## Asien
- Bagan
  - König: Theinsun (734–744)

- China
  - Kaiser: Tang Xuanzong (712–756)

- Iberien (Kartlien)
  - König: Guaram III. (692–748)

- Indien
  - Chalukya
    - König: Vikramaditya II. (733–746)

  - Östliche Chalukya
    - König: Vishnuvardhana III. (719–755)

  - Pallava
    - König: Nandi Varman II. (710–775)

  - Pandya
    - König: Arikesari Parankusa Maravarman Rajasimha I. (735–765)

  - Rashtrakuta
    - König: Dantidurga (735–756)

- Japan
  - Kaiser: Shōmu (724–749)

- Kaschmir
  - König: Lalitaditya (723–760)

- Reich der Kök-Türken
  - Herrscher:  Yollyg-Tegin Izhan-Khan (734–739)

- Korea
  - Balhae
    - König: Kwangjong Mu (719–738)
    - König: Sejong Mun (738–794)

  - Silla
    - König: Hyoseong (737–742)

- Kalifat der Muslime
  - Kalif: Hischām ibn ʿAbd al-Malik (724–743)

- Tibet
  - König: Thride Tsugten (704–755)

## Europa
- Bulgarien
  - Khan: Kormesij (721–738)
  - Khan: Sewar (738–753/754)

- Byzantinisches Reich
  - Kaiser: Leo III. (717–741)

- England (Heptarchie)
  - East Anglia
    - König: Ælfwald (713–749)

  - Essex
    - König: Swæfberht (709–738)
    - König: Saelred (738–746)

  - Kent
    - König: Æthelberht II. (725–762)
    - König: Eadberht I. (725–748)

  - Mercia
    - König: Æthelbald (716–757)

  - Northumbria
    - König: Eadberht (737–758)

  - Wessex
    - König: Æthelheard (726–740)

- Fränkisches Reich
  - Interregnum (737–743)
  - Hausmeier: Karl Martell (717–741)
  - Herzog von Baiern: Odilo (736–748)

- Italien
  - Langobardenreich
    - König: Liutprand (712–744)
    - Autonome langobardische Herzogtümer:
      - Herzog von Benevent: Gregorius (732–739)
      - Herzog des Friaul: Pemmo (706–739)
      - Herzog von Spoleto: Transamund II. (720–739)

  - Venedig
    - Byzantinische Verwaltung (737–742)

- Schottland
  - Dalriada
    - König: Eogan (736–739)

  - Strathclyde
    - König: Teudebur (722–752)

  - Pikten
    - König: Óengus I. (729–761)

- Spanien
  - Asturien
    - König: Fafila (737–739)

  - Al-Andalus
    - Statthalter des Umayyaden-Kalifs: Uqba ibn Haddschadsch as-Saluli (734–740)

- Wales
  - Gwynedd
    - König: Rhodri Molwynog ap Idwal (720–754)

  - Powys
    - Fürst: Elisedd ap Gwylog (725–755)

## Religiöse Führer
- Papst: Gregor III. (731–741)
- Patriarch von Konstantinopel: Anastasius (730–754)